# هداف عبد الله
هداف عبد الله (مواليد 21 نوفمبر 1992) لاعب كرة قدم إماراتي يجيد اللعب في الوسط .
لعب سابقاً مع أندية العين والظفرة و أعاره الظفرة إلى عجمان عام 2016 .

## روابط خارجية
- هداف عبد الله على موقع قاعدة بيانات كرة القدم.إي يو (الإنجليزية)
- هداف عبد الله على موقع Soccerway.com (الإنجليزية)
- هداف عبد الله على موقع كووورة